# 鄭齊斗
鄭 齊斗（チョン・ジェドゥ、1649年8月5日（旧暦6月27日）  - 1736年9月15日（旧暦8月11日））は、李氏朝鮮の文臣。字は士仰、号は霞谷、 楸谷。諡号は文康。朝鮮における陽明学派の祖。本貫は延日鄭氏。

## 人物
鄭夢周の後孫で、漢城に生まれた。当時の朝鮮は朱子学（性理学）の全盛期にあったが、鄭齊斗は、異学異端視されていた陽明学を朝鮮で初めて本格的に研究し、江華島で李匡臣、李匡師らの少論派学者たちの間にその学統を開き、李朝末期に至って李建昌や鄭寅普に受け継がれた。その傍ら、天文暦学、文字学、社会制度の研究に励み、観念的な虚学を批判し実学を実践した。また日常の礼儀作法や国家の儀典に対する建白書など、礼学を研究した。
しかし代表作『存心』『学弁』『存言』や、四書の注釈などの彼の全著作は、陽明学者ゆえに冷遇され、存命中には刊行されなかった。全集に『霞谷集』がある。